# باش-کوگاندی (شهرستان یومگل)
باش-کوگاندی (به لاتین: Bash-Kuugandy) یک روستا در قرقیزستان است که در شهرستان یومگل واقع شده‌است. باش-کوگاندی ۲٬۳۵۳ نفر جمعیت دارد.